# Draft NBA 1970
Il Draft NBA 1970 si è svolto il 23 marzo 1970 a New York ed è ricordato per la grande quantità di talenti selezionati. Sette giocatori sarebbero entrati nella Basketball Hall Of Fame: sei future stelle NBA (Pete Maravich, Dave Cowens, Calvin Murphy, Bob Lanier, Nate Archibald e Dan Issel) più l'allora sconosciuto (negli Stati Uniti) Dino Meneghin, scelto all'undicesimo giro da Atlanta Hawks (182º assoluto). Dei suddetti cestisti, tre furono inseriti nella lista dei 50 migliori giocatori del cinquantenario della NBA: Maravich, Cowens e Archibald. Un altro nome di questo draft, Rudy Tomjanovich, seconda scelta assoluta, dopo una buona carriera da giocatore ebbe una lunga e fortunata carriera da allenatore.

## Giocatori scelti al 1º giro
|  | = All-Star     |
|  | = Hall of Fame |

 giocatore che scelse di giocare in ABA/già giocava in ABA
| Scelta | Giocatore         | Nazionalità | Squadra NBA            | Scuola/ex squadra       |
| ------ | ----------------- | ----------- | ---------------------- | ----------------------- |
| 1      | Bob Lanier        | Stati Uniti | Detroit Pistons        | St. Bonaventure         |
| 2      | Rudy Tomjanovich  | Stati Uniti | San Diego Rockets      | Michigan                |
| 3      | Pete Maravich     | Stati Uniti | Atlanta Hawks          | Louisiana State         |
| 4      | Dave Cowens       | Stati Uniti | Boston Celtics         | Florida State           |
| 5      | Sam Lacey         | Stati Uniti | Cincinnati Royals      | New Mexico State        |
| 6      | Jim Ard           | Stati Uniti | Seattle SuperSonics    | Cincinnati              |
| 7      | John Johnson      | Stati Uniti | Cleveland Cavaliers    | Iowa                    |
| 8      | Geoff Petrie      | Stati Uniti | Portland Trail Blazers | Princeton               |
| 9      | George E. Johnson | Stati Uniti | Baltimore Bullets      | Stephen F. Austin State |
| 10     | Greg Howard       | Stati Uniti | Phoenix Suns           | New Mexico              |
| 11     | Jimmy Collins     | Stati Uniti | Chicago Bulls          | New Mexico State        |
| 12     | Al Henry          | Stati Uniti | Philadelphia 76ers     | Wisconsin               |
| 13     | Jim McMillian     | Stati Uniti | Los Angeles Lakers     | Columbia                |
| 14     | John Vallely      | Stati Uniti | Atlanta Hawks          | UCLA                    |
| 15     | John Hummer       | Stati Uniti | Buffalo Braves         | Princeton               |
| 16     | Gary Freeman      | Stati Uniti | Milwaukee Bucks        | Oregon State            |
| 17     | Mike Price        | Stati Uniti | New York Knicks        | Illinois                |

## Giocatori scelti al 2º giro
| Scelta | Giocatore      | Nazionalità | Squadra NBA            | Scuola/ex squadra      |
| ------ | -------------- | ----------- | ---------------------- | ---------------------- |
| 18     | Calvin Murphy  | Stati Uniti | San Diego Rockets      | Niagara                |
| 19     | Nate Archibald | Stati Uniti | Cincinnati Royals      | UTEP                   |
| 20     | Jake Ford      | Stati Uniti | Seattle SuperSonics    | Maryland Eastern Shore |
| 21     | Rex Morgan     | Stati Uniti | Boston Celtics         | Jacksonville           |
| 22     | Doug Cook      | Stati Uniti | Cincinnati Royals      | Davidson               |
| 23     | Pete Cross     | Stati Uniti | Seattle SuperSonics    | San Francisco          |
| 24     | Cornell Warner | Stati Uniti | Buffalo Braves         | Jackson State          |
| 25     | Walt Gilmore   | Stati Uniti | Portland Trail Blazers | Fort Valley State      |
| 26     | Dave Sorenson  | Stati Uniti | Cleveland Cavaliers    | Ohio State             |
| 27     | Fred Taylor    | Stati Uniti | Phoenix Suns           | Pan American           |
| 28     | Paul Ruffner   | Stati Uniti | Chicago Bulls          | Brigham Young          |
| 29     | Joe DePre      | Stati Uniti | Phoenix Suns           | St. John's             |
| 30     | Earnie Killum  | Stati Uniti | Los Angeles Lakers     | Stetson                |
| 31     | Dan Hester     | Stati Uniti | Atlanta Hawks          | Louisiana State        |
| 32     | Ken Warzynski  | Stati Uniti | Detroit Pistons        | De Paul                |
| 33     | Bill Zopf      | Stati Uniti | Milwaukee Bucks        | Duquesne               |
| 34     | Howie Wright   | Stati Uniti | New York Knicks        | Austin Peay            |

## Giocatori scelti al 3º giro
| Scelta | Giocatore       | Nazionalità | Squadra NBA            | Scuola/ex squadra    |
| ------ | --------------- | ----------- | ---------------------- | -------------------- |
| 35     | Curtis Perry    | Stati Uniti | San Diego Rockets      | Missouri State       |
| 36     | Earle Higgins   | Stati Uniti | San Francisco Warriors | Eastern Michigan     |
| 37     | Bob St. Pierre  | Stati Uniti | Detroit Pistons        | Hanover              |
| 38     | Willie Williams | Stati Uniti | Boston Celtics         | Florida State        |
| 39     | Greg Hyder      | Stati Uniti | Cincinnati Royals      | Eastern New Mexico   |
| 40     | Gar Heard       | Stati Uniti | Seattle SuperSonics    | Oklahoma             |
| 41     | Surry Oliver    | Stati Uniti | Cleveland Cavaliers    | Stephen F. Austin    |
| 42     | Bill Cain       | Stati Uniti | Portland Trail Blazers | Iowa State           |
| 43     | Chip Case       | Stati Uniti | Buffalo Braves         | Virginia             |
| 44     | Greg McDivitt   | Stati Uniti | Buffalo Braves         | Ohio                 |
| 45     | Lou Herndon     | Stati Uniti | Chicago Bulls          | Jackson State        |
| 46     | Dennis Awtrey   | Stati Uniti | Philadelphia 76ers     | Santa Clara          |
| 47     | Jim Hayes       | Stati Uniti | Detroit Pistons        | Boston University    |
| 48     | Vann Williford  | Stati Uniti | Phoenix Suns           | North Carolina State |
| 49     | Seabern Hill    | Stati Uniti | Phoenix Suns           | Arizona State        |
| 50     | Marv Winkler    | Stati Uniti | Milwaukee Bucks        | UL Lafayette         |
| 51     | Al Williams     | Stati Uniti | New York Knicks        | Drake                |

## Giocatori scelti nei giri successivi con presenze nella NBA o nella ABA
| Scelta | Giocatore         | Nazionalità | Squadra NBA            | Scuola/ex squadra      |
| ------ | ----------------- | ----------- | ---------------------- | ---------------------- |
| 53     | Ralph Ogden       | Stati Uniti | San Francisco Warriors | Santa Clara            |
| 54     | Bill Stricker     | Stati Uniti | Baltimore Bullets      | Pacific                |
| 62     | Jimmy Wilson      | Stati Uniti | Chicago Bulls          | Cheyney                |
| 64     | Larry Mikan       | Stati Uniti | Los Angeles Lakers     | Minnesota              |
| 70     | Levi Fontaine     | Stati Uniti | San Francisco Warriors | Maryland Eastern Shore |
| 76     | Ron Knight        | Stati Uniti | Portland Trail Blazers | Cal State LA           |
| 79     | George T. Johnson | Stati Uniti | Chicago Bulls          | Dillard                |
| 82     | Bob Riley         | Stati Uniti | Atlanta Hawks          | Mount St. Mary's       |
| 83     | Gary Zeller       | Stati Uniti | Baltimore Bullets      | Drake                  |
| 84     | Mike Grosso       | Stati Uniti | Milwaukee Bucks        | Louisville             |
| 87     | Vic Bartolome     | Stati Uniti | San Francisco Warriors | Oregon State           |
| 91     | Sam Robinson      | Stati Uniti | Seattle SuperSonics    | Long Beach State       |
| 94     | Joe Cooke         | Stati Uniti | Cleveland Cavaliers    | Indiana                |
| 95     | Joe Thomas        | Stati Uniti | Phoenix Suns           | Marquette              |
| 96     | Lonnie Kluttz     | Stati Uniti | Chicago Bulls          | North Carolina A&T     |
| 103    | Billy Paultz      | Stati Uniti | San Diego Rockets      | St. John's             |
| 106    | Charlie Scott     | Stati Uniti | Boston Celtics         | North Carolina         |
| 110    | Claude English    | Stati Uniti | Portland Trail Blazers | Rhode Island           |
| 120    | Don Adams         | Stati Uniti | San Diego Rockets      | Northwestern           |
| 122    | Dan Issel         | Stati Uniti | Detroit Pistons        | Kentucky               |
| 123    | Bobby Croft       | Canada      | Boston Celtics         | Tennessee              |
| 125    | George Irvine     | Stati Uniti | Seattle SuperSonics    | Washington             |
| 129    | Steve Patterson   | Stati Uniti | Phoenix Suns           | UCLA                   |
| 131    | Fran O'Hanlon     | Stati Uniti | Philadelphia 76ers     | Villanova              |
| 132    | Rick Mount        | Stati Uniti | Los Angeles Lakers     | Purdue                 |
| 133    | Herb White        | Stati Uniti | Atlanta Hawks          | Georgia                |
| 136    | Greg Fillmore     | Stati Uniti | New York Knicks        | Cheyney                |
| 142    | Claude Virden     | Stati Uniti | Seattle SuperSonics    | Murray State           |
| 152    | Joe Hamilton      | Stati Uniti | Milwaukee Bucks        | North Texas            |
| 153    | Walker Banks      | Stati Uniti | New York Knicks        | Western Kentucky       |
| 155    | Coby Dietrick     | Stati Uniti | San Francisco Warriors | San Jose State         |
| 157    | Mike Maloy        | Stati Uniti | Boston Celtics         | Davidson               |
| 159    | Chuck Lloyd       | Stati Uniti | Seattle SuperSonics    | Yankton                |
| 189    | Ollie Taylor      | Stati Uniti | Cleveland Cavaliers    | Houston                |
| 205    | Randy Smith       | Stati Uniti | Detroit Pistons        | Buffalo State          |
| 212    | Ron Sanford       | Stati Uniti | Los Angeles Lakers     | New Mexico             |
| 224    | Harvey Marlatt    | Stati Uniti | Detroit Pistons        | Eastern Michigan       |
| 227    | Steve Wilson      | Stati Uniti | Cleveland Cavaliers    | Hanover                |